# Філадельфійський конвент
39°56′56″ пн. ш. 75°09′00″ зх. д. / 39.948888888889° пн. ш. 75.15° зх. д.

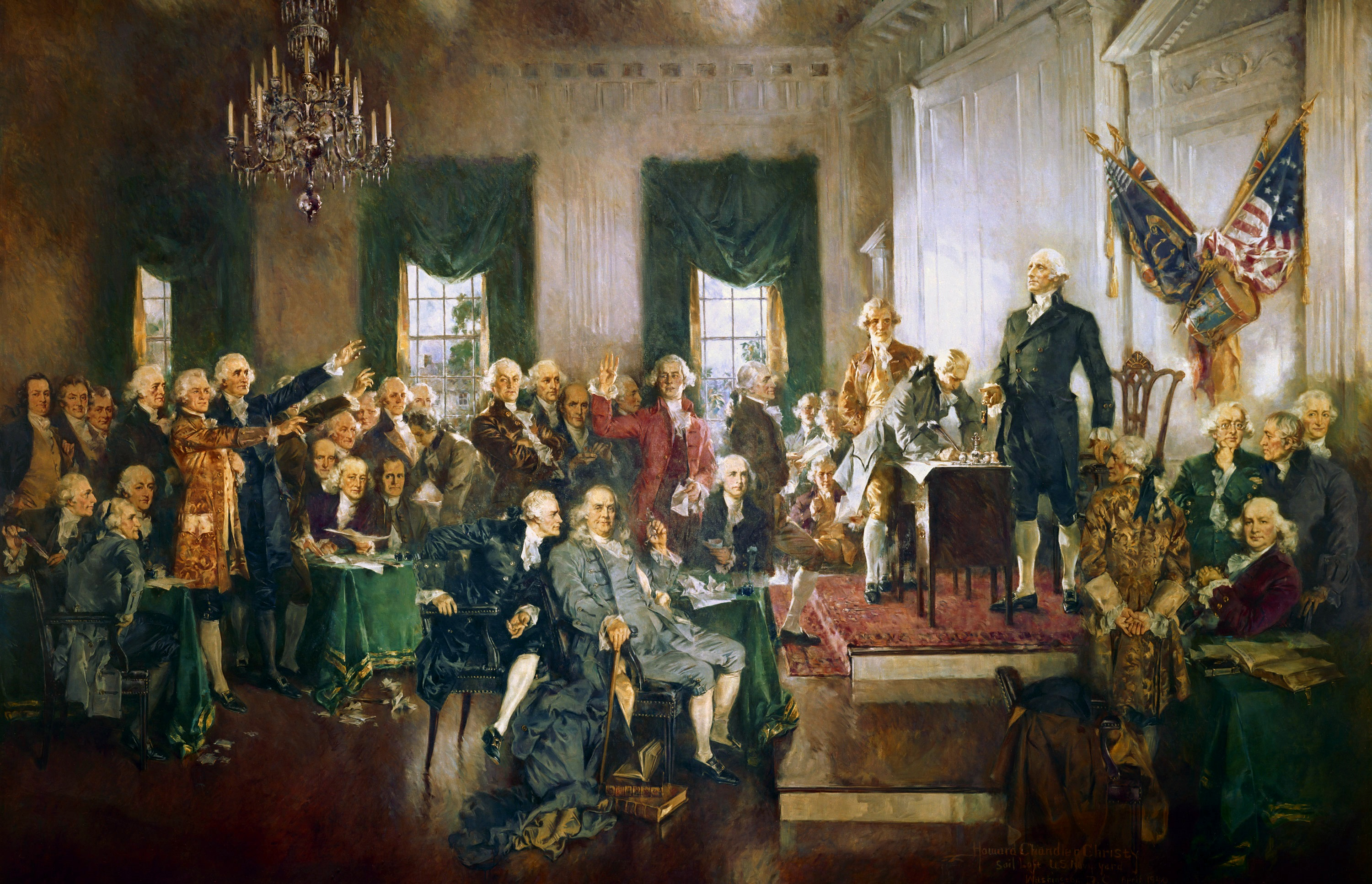
Картина Говарда Чендлера Крісті «Сцена підписання Конституції Сполучених Штатів»

Філадельфійський конвент, що проходив з 25 травня по 17 вересня 1787 року у Філадельфії, штат Пенсільванія, був скликаний для перегляду статей Конфедерації. Хоча спочатку Конвенція була покликана лише внести зміни та уточнення до існуючого законодавства, під час обговорень учасники Конвенції створили новий інструмент — Конституцію США, яка в результаті була підписана як основний закон нової держави.

## Передісторія
Після здобуття незалежності 13 американських штатів як основний закон використовували Статті Конфедерації, прийняті ще під час війни на Другому континентальному конгресі. Однак федеральний уряд, що функціонував відповідно до Статей, виявився занадто слабким і не мав достатніх повноважень для вирішення суперечок, що виникали між штатами. До таких конфліктів відноситься, наприклад, суперечка між Мерілендом та Віргінією про становище кордону між штатами вздовж річки Потомак. Крім того, уряд не мав достатніх повноважень для збору податків і повністю залежав від держави у фінансовій підтримці.
У вересні 1786 року в місті Аннаполіс (штат Меріленд) пройшла конференція, на яку прибули делегати 5 штатів (Нью-Джерсі, Пенсільванія, Нью-Йорк, Делавер та Віргінія).Метою конференції було виправлення недоліків, притаманних Статтям Конфедерації. Однак учасники погодилися, що штатів, представлених на конференції, було недостатньо для прийняття рішень, і що у травні 1787 року у Філадельфії буде скликано конвент. Звіт про конференцію в Аннаполісі було надіслано до Конгресу. У звіті висловлювалася надія, що на наступному конвенті буде присутня більша кількість штатів, які погодяться на необхідні зміни до статей.

## Конвент
Для участі в Конвенті було обрано 74 делегати від 12 штатів. Єдиним штатом, який відмовився надіслати своїх представників, став Род-Айленд. Через труднощі, пов'язані з подоланням великих відстаней, багато делегацій не змогли прибути вчасно, і хоча початок конференції було заплановано на 14 травня, кворум з семи країн був досягнутий лише 25 травня, а максимальна кількість учасників становила 55 осіб. У Конвенті взяла участь більшість батьків-засновників, за винятком Томаса Джефферсона та Джона Адамса. Головою був обраний Джордж Вашингтон.
З'їзд проходив у будівлі, яка згодом стане відомою як Індепенденс-хол.

## Список делегатів
З 70 призначених делегатів від держав, 55 були присутні на конференції.
| Нью-Гемпшир       | Ніколас Гілман, 32, купець Джон Ленгдон, 44, купець | Массачусетс       | Елбрідж Томас Геррі, 43, купець Натаніель Горам, 49, бізнесмен Руфус Кінг, 32, адвокат Калеб Стронг, 44, адвокат |
| Коннектикут       | Олівер Елсворт, 24, адвокат Вільям Семюел Джонсон, 60, адвокат Роджер Шерман, 67, адвокат | Нью Йорк          | Олександр Гамільтон, 32, адвокат Джон Лансінг, 33, адвокат Роберт Єтс, 49, адвокат |
| Нью Джерсі        | Девід Брерлі, 42, адвокат Джонатан Дейтон, 26, адвокат Вільям Черчілль Х'юстон, 41, адвокат Вільям Лівінгстон, 64, адвокат Вільям Патерсон, 44, адвокат                                            | Пенсільванія      | Джордж Клаймер, 48, бізнесмен Томас Фітцсімонс, 46, купець Бенджамін Франклін, 81, винахідник Джаред Інгерсолл, 38, адвокат Томас Міффлін, 43, купець Говернер Морріс, 35, адвокат Роберт Морріс, 53, бізнесмен Джеймс Вілсон, 46, адвокат |
| Делавер           | Річард Бассет, 42, адвокат та плантатор Ганнінг Бедфорд, 42, адвокат Джейкоб Брум, 35, купець Джон Дікінсон, 55, адвокат Джордж Рід, 54, адвокат                                                   | Меріленд          | Деніел Керрол, 57, плантатор Деніел Дженіфер, 64, плантатор Лютер Мартін, 39, адвокат Джеймс Мак-Генрі, 34, лікар Джон Френсіс Мерсер, 28, плантатор                                                                                       |
| Вірджинія         | Джон Блер, 55, адвокат Джеймс Медісон, 37, плантатор Джордж Мейсон, 62, плантатор Джеймс Макклерг, 41, лікар Едмунд Рендольф, 34, адвокат Джордж Вашингтон, 55, плантатор Джордж Уайт, 61, адвокат | Північна Кароліна | Вільям Блаунт, 38, плантатор Вільям Р. Деві, 31, адвокат Олександр Мартін, 47, купець Річард Доббс Спейт, 39, політик Х'ю Вільямсон, 52, лікар                                                                                             |
| Південна Кароліна | Пірс Батлер, 43, плантатор Чарльз Пінкні, 29, адвокат і плантатор Чарльз Коутсуорт Пінкні, 43, адвокат та плантатор Джон Рутледж, 48, адвокат та плантатор                                         | Джорджія          | Авраам Болдуін, 33, адвокат Вільям Фью, 39, адвокат Вільям Х'юстон, 32, адвокат Вільям Пірс, 48, купець |

## Дискусія

### План Вірджинії
Хоча очікувалася більшість, Джеймс Медісон, який очолював делегацію Вірджинії, підготував проєкт нової конституції. Цей проєкт був представлений конгресу губернатором Вірджинії Едмундом Рендольфом у вигляді тексту, що складався з 15 тез. Проєкт Вірджинії включав наступні положення:
- поділ федерального уряду на три гілки влади — законодавчу, виконавчу та судову;
- законодавча влада є двопалатним парламентом («легіслатура з двох гілок» у термінах Медісона), до якого штати направляють своїх представників у кількості, пропорційній власному населенню;
- одна з палат парламенту обирається безпосередньо населенням, друга — легіслатурами штатів;
- Виконавча влада призначається законодавчою.

### План Нью-Джерсі
У відповідь на пропозицію Рендольфа, конгресмен від Нью-Джерсі Вільям Патерсон подав власну пропозицію. :
- найвищим законодавчим органом влади є однопалатний Конгрес, в якому кожен штат має рівно один голос незалежно від населення;
- федеральна виконавча влада серйозно обмежена у своїх повноваженнях, зокрема, неспроможна брати він безпосереднє командування військами;
- штати залишаються вільними та незалежними, відповідно до статей Конфедерації.

### План Гамільтона
Александр Гамільтон був прихильником британської моделі державного устрою. Тому запропонований ним план передбачав сильну центральну державу з обмеженими правами штатів, главу виконавчої влади, обраного довічно, і двопалатний парламент (Сенат, як і Палата лордів, мав складатися з довічних членів). Пропозиція Гамільтона була відхилена, оскільки вона мала занадто багато спільного з британською монархією, а штати не бажали відмовлятися від своїх широких повноважень.

### Коннектикутський компроміс
Пропозиція Вірджинії вважалася однією з найбільш вдалих, але положення про пропорційне представництво у верхній законодавчій палаті не влаштовувало менш густонаселені штати, які наполягали на рівному представництві згідно з пропозицією Нью-Джерсі. Тому делегат від Коннектикуту Роджер Шерман запропонував компромісний варіант. Конгрес, найвищий законодавчий орган, мав би бути двопалатним. Одна з них, Палата представників, представлятиме кожен штат пропорційно до його населення, як це передбачено для Вірджинії. До другої палати, Сенату, обиратимуться по два представники від кожного штату.
Після довгих дебатів було досягнуто компромісу. Проєкт Шермана з деякими змінами увійшов до остаточного варіанту Конституції.

### Роботоргівля
Деякі члени Конвенції запропонували заборонити работоргівлю на території всього Союзу. У відповідь Джорджія, Північна Кароліна і Південна Кароліна оголосили, що вийдуть з Конвенту, якщо така заборона буде прийнята. Було вирішено, що питання рабства не є настільки серйозним, щоб поставити під загрозу ратифікацію нової Конституції. Тому було прийнято компромісне рішення: Конгрес отримав право заборонити рабство в усіх штатах, але міг скористатися цим правом лише до 1808 року, тобто через 20 років після Конвенції.

### Компроміс трьох п'ятих
Особливо суперечливим було питання про те, як слід рахувати населення кожного штату з метою розподілу податків і місць у Палаті представників. Представники південних рабовласницьких штатів стверджували, що слід рахувати всіх громадян штату, як вільних, так і рабів. Представники північних штатів не погоджувалися і вважали, що населенням штату повинні вважатися лише вільні громадяни. В результаті було досягнуто домовленості, яка отримала назву «Компроміс трьох п'ятих», згідно з якою південні штати мали право додавати три п'ятих від загальної кількості рабів до кількості вільних громадян. Компроміс трьох п'ятих був безпосередньо включений в текст нової Конституції.

## Підписання конституції
Перша версія Конституції була написана членами комітету, створеного спеціально для цього завдання. Робота комітету тривала з 26 липня по 6 серпня. Своїм завданням комітет бачив написання тексту, який, за словами одного з його членів, Едмунда Рендольфа, «можна було б застосувати до будь-якого періоду чи події».
Остаточний варіант конституції був підготовлений до 17 вересня. Троє делегатів, що залишилися, відмовилися її підписувати:
- Джордж Мейсон (Вірджинія) наполягав на тому, що спочатку слід скласти та включити до тексту Білль про права ;
- Едмунд Рендольф вважав, що у Конституції недостатньо розвинена система стримувань і противаг;
- Елбрідж Геррі (Массачусетс) також наголосив на необхідності Білля про права, а крім того, критикував надмірно сильну виконавчу гілку влади.

Однак, 39 делегатів підписали конституцію, і проєкт був направлений до парламенту.